# IC 4797
IC 4797 ist eine elliptische cD-Galaxie vom Hubble-Typ E5 im Sternbild Teleskop am Südsternhimmel. Sie ist schätzungsweise 117 Millionen Lichtjahre von der Milchstraße entfernt und hat einen Durchmesser von etwa 75.000 Lichtjahren.

In der gleichen Himmelsregion befinden sich auch die Galaxien NGC 6707, NGC 6708, IC 4796.
Das Objekt wurde am 13. August 1903 von Royal Harwood Frost.

## IC 4797-Gruppe (LGG 425)
| Galaxie   | Alternativname | Entfernung/Mio. Lj |
| --------- | -------------- | ------------------ |
| NGC 6707  | PGC 62563      | 119                |
| NGC 6708  | PGC 62569      | 113                |
| IC 4796   | PGC 62588      | 136                |
| IC 4797   | PGC 62589      | 117                |
| PGC 62600 | ESO 183-30     | 117                |